# Salif Keïta
Salif Keïta (født 25. august 1949) er en international afro-pop singer-songwriter fra Mali.
Musik fra Mali er påvirket af mange musikalske stilarter. Udover den lokale tradition, er den påvirket af andre afrikanske stilarter, arabisk, fransk og spansk musik. Landet har opfostret kunstnere som Ali Farka Touré, Toumani Diabate og Ballaké Sissoko. Salif Keita er også en af de helt store, og bliver flere steder nævnt som 'The Golden Voice of Africa'
Salif Keita er direkte efterkommer af Mandinka kriger kongen Sundiata Keita, som grundlagde det maliske imperium i det 13. århundrede. Det var derfor mod hans fars vilje og mod traditionerne, da han tog til Bamako for at spille musik. Keita er født albino, som indenfor mandinka kultur betyder uheld for en familie, og den 56-årige Salif Keita måtte overvinde meget for at opfylde sin drøm om at blive musiker.
Sammen med sin bror spillede han på diverse natklubber i Bamako. Et par år senere startede han det statsstøttede 16 mands orkester Rail Band, der blev fast husorkester på restauranten ved Bamakos jernbanestation.
I 1973 fik Keita sammen med guitaristen og komponisten fra Rail Band, Kante Manfila, tilbuddet om at spille med i gruppen Les Ambassadeurs. Gruppen havde et lidt mere moderne repertoire end Rail Band, og deres popularitet voksede.
I 1978 fik Keita den prestigefyldte nationale orden fra præsidenten af nabolandet Guinea. Salif Keita besluttede sig i 1984 at skabe sig en solokarriere, og flyttede til Paris. Hans første soloalbum 'Soro' kom i 1987, og blandede afrikansk musik med jazz, funk pop og r&b.
I 1996 udgav han CD'en Sosie sammen med den danske bistandsorganisation Mellemfolkeligt Samvirke.
I august 2023 blev Salif Keïta udnævnt til rådgiver for lederen af juntaen af oberst Assimi Goïta.

## Diskografi

### Albums
- 1987: Soro
- 1989: Kõ-yan
- 1991: Amen
- 1995: Folon
- 1996: Sosie
- 1999: Papa
- 2002: Moffou
- 2005: The Lost Album (oprindeligt udgivet i 1980)